# Jean Lemoyne
Jean Lemoyne dit aussi Jean Lemoyne de Paris, aussi écrit Jean Le Moyne ou Jean Le Moine, est un peintre, ornemaniste et graveur français né à Paris en 1638 et mort dans la même ville le 3 août 1713.

## Biographie
Jean Lemoyne est le collaborateur de Jean Bérain pour la réalisation de la galerie d'Apollon et au palais des Tuileries.
Le 22 février 1681, il obtient le titre de décorateur de l'Académie royale de peinture et de sculpture. Il y est reçu le 2 novembre 1686.
Jean Lemoyne se marie avec Geneviève Leblond, sœur d'Antoine Leblond de Latour, premier professeur de l'École académique de Bordeaux, le 29 avril 1691. Il est de retour à Bordeaux en 1690.

## Famille
- Jean Lemoyne a été marié une seule fois avec Geneviève Leblond (ou Le Blond) :
  - Catherine Lemoyne, née en mars 1663
  - Jean-Louis Lemoyne, né en 1665, mort le 4 mai 1755, il signe Jean-Louis Lemoine, marié à Armande Henriette Monnoyer, sœur du peintre Jean-Baptiste Monnoyer
    - Jean-Baptiste II Lemoyne (1704-1778)

  - Henriette-Suzanne Lemoyne (†21 août 1669)
  - Jean-Baptiste I Lemoyne (†2 janvier 1672)
  - Louis-Charles Lemoyne, né le 11 avril 1671, a pour parrain Charles Le Brun
  - Suzanne Lemoyne, née en 1672
  - Joseph-Antoine, né le 19 juillet 1673
  - Marie-Anne Lemoyne, née le 18 octobre 1674
  - Charlotte-Marguerite Lemoyne, baptisée le 20 avril 1677, a pour parrain Charles Nocret et pour marraine Marguerite Guichard, femme d'Étienne Le Hongre
  - Louis-François, né le 30 mai 1678, a pour marraine le femme de Jean Bérain
  - François-Étienne Lemoyne, né le 9 janvier 1680
  - Jean-Baptiste I Lemoyne, né le 14 septembre 1681
  - Geneviève-Suzanne Lemoyne, née le 7 octobre 1682

## Publications
- Ornements Pour servir aux Peintres, & Graveurs, 1693 (lire en ligne)
- Plusieurs desseins de Platsfonts Dediés a Son Altesse Royale Monsieur Frere unique du Roy Inventez et gravez par son tres humble tres obeissant et tres obligé Serviteur J. Le Moyne de Paris, vers 1698 (lire en ligne)
- Ornemens de peinture et de sculpture, qui sont dans la galerie d'Apollon, au Chasteau du Louvre, et dans le grand Appartement du Roy, au Palais des Tuilleries : Dessinez et gravez par les Srs Berain, Chauveau, et le Moine,